# Reparto operatori
Con la locuzione reparto operatori si intende quel reparto di una troupe cinematografica che racchiude tutte quelle figure professionali che realizzano direttamente, sia in senso tecnico che artistico, la ripresa cinematografica di un film. 
Il reparto operatori è composto dalle seguenti figure:
- Il direttore della fotografia
- L'operatore di macchina
- L'assistente operatore
- L'aiuto operatore
- Il video assist
- Il Data Manager e D.I.T.